# Canton de Laon-1
Le canton de Laon-1 est une circonscription électorale française du département de l'Aisne, créé par le décret du 21 février 2014 et entrant en vigueur lors des élections départementales de 2015.

## Histoire
Un nouveau découpage territorial de l'Aisne entre en vigueur en mars 2015, défini par le décret du 21 février 2014, en application des lois du 17 mai 2013 (loi organique 2013-402 et loi 2013-403). Les conseillers départementaux sont, à compter de ces élections, élus au scrutin majoritaire binominal mixte. Les électeurs de chaque canton élisent au Conseil départemental, nouvelle appellation du Conseil général, deux membres de sexe différent, qui se présentent en binôme de candidats. Les conseillers départementaux sont élus pour 6 ans au scrutin binominal majoritaire à deux tours, l'accès au second tour nécessitant 12,5 % des inscrits au premier tour. En outre la totalité des conseillers départementaux est renouvelée. Ce nouveau mode de scrutin nécessite un redécoupage des cantons dont le nombre est divisé par deux avec arrondi à l'unité impaire supérieure. 
Dans l'Aisne, le nombre de cantons passe ainsi de 42 à 21. Le canton de Laon-1 fait partie des huit nouveaux cantons du département, les treize autres cantons portant la dénomination d'un ancien canton, mais avec des limites territoriales différentes. Le canton de Laon-1 reprend l'ensemble des communes du canton de Laon-Nord, avec modification de la fraction cantonale de la ville de Laon, avec adjonction des communes du canton d'Anizy-le-Château sauf celle de Laval-en-Laonnois, de Monampteuil et de Chevregny. Clacy-et-Thierret, commune du canton de Laon-Sud est rattaché au nouveau canton. Elle comprend 29 communes avec la fraction de la commune de Laon. Le bureau centralisateur est fixé à Laon.
Le 1er janvier 2019, Anizy-le-Château, Faucoucourt et Lizy fusionnent pour former la commune nouvelle d'Anizy-le-Grand tandis que la commune nouvelle de Cessières-Suzy est créée par la fusion des communes de Cessières et Suzy. Initialement formé de vingt-neuf communes, le canton comprend désormais vingt-six communes avec la fraction de la commune de Laon.

## Représentation
| Période élective | Période élective | Mandat | Mandat   | Identité       | Nuance | Nuance | Qualité |
| ---------------- | ---------------- | ------ | -------- | -------------- | ------ | ------ | --- |
| 2015             | 2021             | 2015   | 2021     | Fawaz Karimet  |        | DVG    | Conseiller municipal de Laon Ancien conseiller général du Canton de Laon-Nord (1998-2015)                                      |
| 2015             | 2021             | 2015   | 2021     | Annie Tujek    |        | DVG    | Retraitée de l'enseignement, conseillère municipale de Pinon jusqu'en 2020 Conseillère municipale d'Anizy-le-Grand depuis 2020 |
| 2021             | 2028             | 2021   | en cours | Mathieu Fraise |        | DVC    | Ostéopathe Maire de Vaucelles-et-Beffecourt 12ème Vice-Président (Équipements départementaux et Infrastructures)               |
| 2021             | 2028             | 2021   | en cours | Annie Tujek    |        | DVC    | Retraitée de l'enseignement Conseillère municipale d'Anizy-le-Grand                                                            |

### Résultats détaillés

#### Élections de mars 2015
À l'issue du premier tour des élections départementales de 2015, deux binômes sont en ballottage : Fawaz Karimet et Annie Tujek (Union de la Gauche, 35,73 %) et Jean-Marc Dumesnil et Mireille Koenig (FN, 34,18 %). Le taux de participation est de 54,44 % (9 286 votants sur 17 058 inscrits) contre 53,32 % au niveau départemental et 50,17 % au niveau national.
Au second tour, Fawaz Karimet et Annie Tujek (Union de la Gauche) sont élus Conseillers départementaux de l'Aisne avec 59,26 % des suffrages exprimés et un taux de participation de 55,17 % (5 064 voix pour 9 410 votants et 17 057 inscrits).
Fawaz Karimet a quitté le PS. (réf. http://www.aisnenouvelle.fr/region/politique-fawaz-karimet-quitte-le-ps-ia16b111n345617)
Annie Tujek a également quitté le PS et a rejoint la majorité départementale.

#### Élections de juin 2021
Le premier tour des élections départementales de 2021 est marqué par un très faible taux de participation (33,26 % au niveau national). Dans le canton de Laon-1, ce taux de participation est de 33,64 % (5 770 votants sur 17 150 inscrits) contre 34,94 % au niveau départemental. À l'issue de ce premier tour, deux binômes sont en ballottage : Mathieu Fraise et Annie Tujek (DVC, 37,37 %) et Nicolas Dragon et Marylin Ledoux (RN, 26,04 %).
Le second tour des élections est marqué une nouvelle fois par une abstention massive équivalente au premier tour. Les taux de participation sont de 34,3 % au niveau national, 34,65 % dans le département et 33,44 % dans le canton de Laon-1. Mathieu Fraise et Annie Tujek (DVC) sont élus avec 69,3 % des suffrages exprimés (3 641 voix pour 5 736 votants et 17 154 inscrits),,.

## Composition
Le canton de Laon-1 est composé de 29 communes entières et une fraction de la commune de Laon.
À la suite de la fusion, au 1er janvier 2019, de Cessières et de Suzy pour former la commune de Cessières-Suzy, le nombre de communes descend à 28 communes entières.
| Nom                          | Code Insee | Intercommunalité         | Superficie (km2) | Population (dernière pop. légale)               | Densité (hab./km2) | Modifier                                    |
| ---------------------------- | ---------- | ------------------------ | ---------------- | ----------------------------------------------- | ------------------ | ------------------------------------------- |
| Laon (bureau centralisateur) | 02408      | CA du Pays de Laon       | 42,00            | Fraction : 8 575 (2022) Commune : 24 066 (2022) | 573                | modifier les données · modifier les données |
| Anizy-le-Grand               | 02018      | CC Picardie des Châteaux | 20,57            | 2 510 (2022)                                    | 122                | modifier les données · modifier les données |
| Aulnois-sous-Laon            | 02037      | CA du Pays de Laon       | 10,01            | 1 366 (2022)                                    | 136                | modifier les données · modifier les données |
| Bassoles-Aulers              | 02052      | CC Picardie des Châteaux | 7,03             | 130 (2022)                                      | 18                 | modifier les données · modifier les données |
| Besny-et-Loizy               | 02080      | CA du Pays de Laon       | 9,76             | 314 (2022)                                      | 32                 | modifier les données · modifier les données |
| Bourguignon-sous-Montbavin   | 02108      | CC Picardie des Châteaux | 1,92             | 146 (2022)                                      | 76                 | modifier les données · modifier les données |
| Brancourt-en-Laonnois        | 02111      | CC Picardie des Châteaux | 6,56             | 710 (2022)                                      | 108                | modifier les données · modifier les données |
| Bucy-lès-Cerny               | 02132      | CA du Pays de Laon       | 8,74             | 188 (2022)                                      | 22                 | modifier les données · modifier les données |
| Cerny-lès-Bucy               | 02151      | CA du Pays de Laon       | 3,19             | 113 (2022)                                      | 35                 | modifier les données · modifier les données |
| Cessières-Suzy               | 02153      | CA du Pays de Laon       | 20,21            | 796 (2022)                                      | 39                 | modifier les données · modifier les données |
| Chaillevois                  | 02155      | CC Picardie des Châteaux | 2,17             | 197 (2022)                                      | 91                 | modifier les données · modifier les données |
| Chambry                      | 02157      | CA du Pays de Laon       | 8,89             | 831 (2022)                                      | 93                 | modifier les données · modifier les données |
| Clacy-et-Thierret            | 02196      | CA du Pays de Laon       | 4,21             | 294 (2022)                                      | 70                 | modifier les données · modifier les données |
| Crépy                        | 02238      | CA du Pays de Laon       | 27,70            | 1 807 (2022)                                    | 65                 | modifier les données · modifier les données |
| Laniscourt                   | 02407      | CA du Pays de Laon       | 3,00             | 213 (2022)                                      | 71                 | modifier les données · modifier les données |
| Merlieux-et-Fouquerolles     | 02478      | CC Picardie des Châteaux | 5,77             | 255 (2022)                                      | 44                 | modifier les données · modifier les données |
| Molinchart                   | 02489      | CA du Pays de Laon       | 4,47             | 355 (2022)                                      | 79                 | modifier les données · modifier les données |
| Mons-en-Laonnois             | 02497      | CA du Pays de Laon       | 4,10             | 1 148 (2022)                                    | 280                | modifier les données · modifier les données |
| Montbavin                    | 02499      | CC Picardie des Châteaux | 5,44             | 40 (2022)                                       | 7,4                | modifier les données · modifier les données |
| Pinon                        | 02602      | CC Picardie des Châteaux | 9,48             | 1 650 (2022)                                    | 174                | modifier les données · modifier les données |
| Prémontré                    | 02619      | CC Picardie des Châteaux | 8,33             | 596 (2022)                                      | 72                 | modifier les données · modifier les données |
| Royaucourt-et-Chailvet       | 02661      | CC Picardie des Châteaux | 3,04             | 228 (2022)                                      | 75                 | modifier les données · modifier les données |
| Urcel                        | 02755      | CC Picardie des Châteaux | 7,20             | 539 (2022)                                      | 75                 | modifier les données · modifier les données |
| Vaucelles-et-Beffecourt      | 02765      | CA du Pays de Laon       | 4,03             | 233 (2022)                                      | 58                 | modifier les données · modifier les données |
| Vauxaillon                   | 02768      | CC Picardie des Châteaux | 13,77            | 504 (2022)                                      | 37                 | modifier les données · modifier les données |
| Vivaise                      | 02821      | CA du Pays de Laon       | 9,02             | 662 (2022)                                      | 73                 | modifier les données · modifier les données |
| Wissignicourt                | 02834      | CC Picardie des Châteaux | 4,46             | 154 (2022)                                      | 35                 | modifier les données · modifier les données |
| Canton de Laon-1             | 0209       |                          | 230,58           | 24 554 (2022)                                   | 106                | modifier les données                        |

Il comprend en outre la partie de la commune de Laon située au nord d'une ligne définie par l'axe des voies et limites suivantes : depuis la limite territoriale de la commune de Besny-et-Loizy, ligne de chemin de fer de Laon à Tergnier, ligne droite perpendiculaire à la ligne de chemin de fer dans le prolongement de la rue de la Linotte, rue de la Linotte, rue de Lattre-de-Tassigny, sentier Saint-Just, rue Millon-de-Martigny, ruelle aux Loups, avenue Jean-Jaurès, avenue Aristide-Briand, rue du Mont-de-Vaux, rue Roger-Salengro, rue Midelet, rue de la Bouloire, rue de la Valise, grimpette de la Petite-Valise, rue Scheffer, place des Combattants-en-Afrique-du-Nord, rue Winston-Churchill, rue Arago, rue Paul-Langevin, rue de l'Avenir, rue du Jardin-Brizard, rue Léon-Blum, avenue Charles-de-Gaulle, jusqu'à la limite territoriale de la commune d'Athies-sous-Laon.

## Démographie
En 2022, le canton comptait 24 554 habitants, en évolution de −3,58 % par rapport à 2016 (Aisne : −1,97 %, France hors Mayotte : +2,11 %).
| 2013   | 2018   | 2022   |
| ------ | ------ | ------ |
| 25 494 | 25 311 | 24 554 |